# Мельниченко Володимир Володимирович (митець)
Мельніченко Володимир Володимирович (нар. 25 лютого 1932, Київ, УРСР — 19 квітня 2023, Київ, Україна) — український художник, скульптор, архітектор, заслужений художник України, член Національної спілки художників України, член Всеукраїнської творчої спілки «Конгрес літераторів України», почесний член Національної спілки кінематографістів України, почесний член Народної академії культури та людських цінностей (США), почесний громадянин російського міста Нар'ян-Мар.
Працював у архітектурі, скульптурі, малярстві, графіці, монументальному мистецтві: мозаїка, кераміка, метал, дизайн, пластичне моделювання. Автор кіносценаріїв документальних фільмів. Працював у сфері художньої фотографії.
Помер у Києві на 92-му році життя 19 квітня 2023 року.

## Дитячі роки
Народився 25 січня 1932 року в Києві. Протягом німецької окупації Києва жив у дитячому інтернаті. Після війни проживав разом з мамою, Вірою Данилівною.
У 1950 році закінчив Київську художню школу ім. Шевченка.
1951 року вступив до Київського державного художнього інституту, навчався в майстерні на першому курсі М. Шаронова, Іржаковського, на третьому курсі у Т. Яблонської, з четвертого — майстерня К. Д. Трохименка, консультанти Чічкан, Черніков.

## Арктичний період життя
У 1954 році Мельніченко разом з дружиною Адою Рибачук їде на Баренцове море (Арктика) на переддипломну практику.
Північ справила велике враження на художників та значно вплинула на світогляд, творчий доробок і на все їхнє подальше життя. На півночі Ада Рибачук (АР) та Володимир Мельніченко (ВМ) створили багато робіт про життя, філософію та цивілізацію ненців. Наразі це одні з небагатьох художні антропологічні матеріали з історії цього народу.
1956—1957 роки — дипломні картини Ади Рибачук і Володимира Мельніченка (картина «Перше вересня», передана як подарунок у музей в м. Нар'ян-Мар 1959 року) писали на острові Колгуєв.
1957 рік — публічний захист дипломів персональною виставкою. Ада Рибачук — з відзнакою, Володимир Мельніченко — відмінно. Крім дипломів, ще 240 творів живопису і графіки.
1957 рік — участь своїми картинами у VI Всесвітньому фестивалі молоді та студентів у Москві. А. Рибачук — срібний приз, картина «Юнга» (250×200 см), В. Мельніченко — «Ада. Чаячий острів» (250×130 см).
1957—1959 роки — подорож на Карське море.
27 вересня 1959 року було засновано Перший художній музей в Арктиці. Роботи Ади Рибачук і Володимира Мельніченка становили основу колекції музею, вони подарували 118 творів живопису і графіки. У Нар'ян-Марі зараз зберігаються 239 творів і п'ять листів Роквелла Кента, написаних ним для Ади Рибачук і Володимира Мельніченка на острові Колгуєв та Карському узбережжі. Загалом в Арктиці Ада і Володимир жили і працювали понад сім років.

### Зустріч з Роквеллом Кентом
Американський художник і мандрівник Роквелл Кент, який тривалий час мешкав серед народів Півночі, схвально поставився до творчості київських художників, у передмові до другого видання повісті «Саламіна» він писав: "Нещодавно в Москві я зустрівся з двома обдарованими молодими художниками з Києва Адою Рибачук і Володимиром Мельниченком. Вони жили і працювали в радянській Арктиці, так само, як і я, вони люблять Крайню Північ і його мешканців. Мені говорили, нібито дехто дорікав цим художникам, що, живучи на півночі, вони відриваються від дійсності. Яке несправедливе це звинувачення! Під блискучим покривом сучасного життя, його культурних манер і одягу, все зростаючих зручностей, знаходиться Людство, Людина, з її розумом і почуттями. Хіба це не змушує нас прагнути проникнути крізь покрови, щоб пізнати людину, її сутність? Хіба мистецтво не повинно відкрити її нам? Цю сутність відкривають роботи двох згадуваних молодих художників … Ми, хто прагнуть створити для людей кращий світ, повинні знати глину, з якої ліпимо людину".

## Творчість

Панно Київського центрального автовокзалу (фрагмент)

«Чарівна скрипочка» (панно в інтер'єрі палацу дітей та юнацтва)

Фонтан «Сонце, Зорі та Сузір'я»

Володимир Мельніченко працював у творчому тандемі з Адою Рибачук. Усі спільні роботи — монументальні твори, архітектура, скульптура та фільми — підписували абревіатурою АРВМ.
А. Рибачук та В. Мельніченко працювали з архітектором А. Мілецьким як творча група з 1960 до 1982 року. У спільних роботах головна роль була за А. Рибачук та В. Мельніченко: елементах творчості, дизайну, синтезу кольорової пластики та художньо-декоративних образів з архітектурою, з чим А. Мілецький не погоджувався й конфліктував.
Найвідоміші твори Ади Рибачук і Володимира Мельніченка:
- Серія панно в інтер'єрі центрального автовокзалу (Київ, 1960): дизайн, кольорова пластика, декоративно-монументальні твори, ескізи тканин 1961—1962 (свідоцтво про авторські права № 99116)
- Серія панно в інтер'єрі палацу дітей та юнацтва (Київ, 1963—1968): дизайн, елементи благоустрою, монументальні твори — мозаїки в холі естетичного виховання дітей, «Діти світу» «Чарівна скрипочка» (присвячено Марії Приймаченко), «Сонце та золоті пташки», «Вершники» і 25 емблем дитячих гуртків-відділів навчання.
- Декоративний басейн «Сонце, Зорі та Сузір'я» перед головним фасадом Палацу дітей та юнацтва: рельєф, кольоровий бетон, мозаїка, 713 кв. м. На 1967 рік архітектурний ансамбль Палацу визнано найкращим в СРСР.
- У 2018—2019 рр. було проведено реконструкцію пластики та мозаїк басейну. Співавтором розпису (мозаїка) басейну «Зорі та сузір'я» запрошено художницю Інгу Леві.
- «Квітка Вогню» — скульптурна пластика композиції «Смолоскип», декоративний рельєф із кольорового бетону. Площа 33 кв. м.
- ·"Коли руйнується Світ. Бабин Яр" — конкурс, концепція, проєкт-модель пам'ятника «Жертвам фашизму» (1965).
- Історико-археологічний парк «Стародавній Київ» (1968): концепція, проєкт. Диплом «Кращий проєкт 1968 року».
- Історико-археологічний комплекс «Контрактова площа» у Києві: проєкт, концепція, підземний музей, пластика. Диплом «Найкращий проєкт 1972 року».
- Камінь-символ для пам'ятника у місті-побратимі Флоренції «Київ — Місто-Герой» (1972 р.). Два варіанти: «Кирило Кожум'яка», «Герб Міста-Героя». 200×300×100 мм.
- Пам'ятник «Дітям-героям» (1980—1981): концепція, проєкт. Конструктор О. Пріцкер. Площа Слави, перед Палацом школярів [М5] та юнацтва. Узгоджений проєкт не було реалізовано.
- «Парк Пам'яті. Зали прощання. Рельєфи Стіни Пам'яті у Києві» — меморіально-обрядовий комплекс. Байкова гора. 1968—1982. Концепція, проєкт, архітектурна пластика, проєктування, авторське виконання генплану комплексу, залів прощання, земляних терас колумбарію, горельєфів Стіни Пам'яті. Диплом «Найкращий проєкт 1968 року». Рельєфи Стіни Пам'яті знищено у 1982 році.
- Проєкт реконструкції Меморіально-обрядового комплексу «Парк Пам'яті»: концепція, генплан, проєкт відновлення (1996).
- Міжнародний меморіальний комплекс «Биківнянські могили» (архітектор Л. Скорик). Рельєфи: «Пам'яті школи Михайла Бойчука», «На Цвинтарі розстріляних ілюзій», «Зламані крила». Рельєф, полірований граніт. 14 блоків — 2,2×1 м.

## Парк Пам'яті у Києві

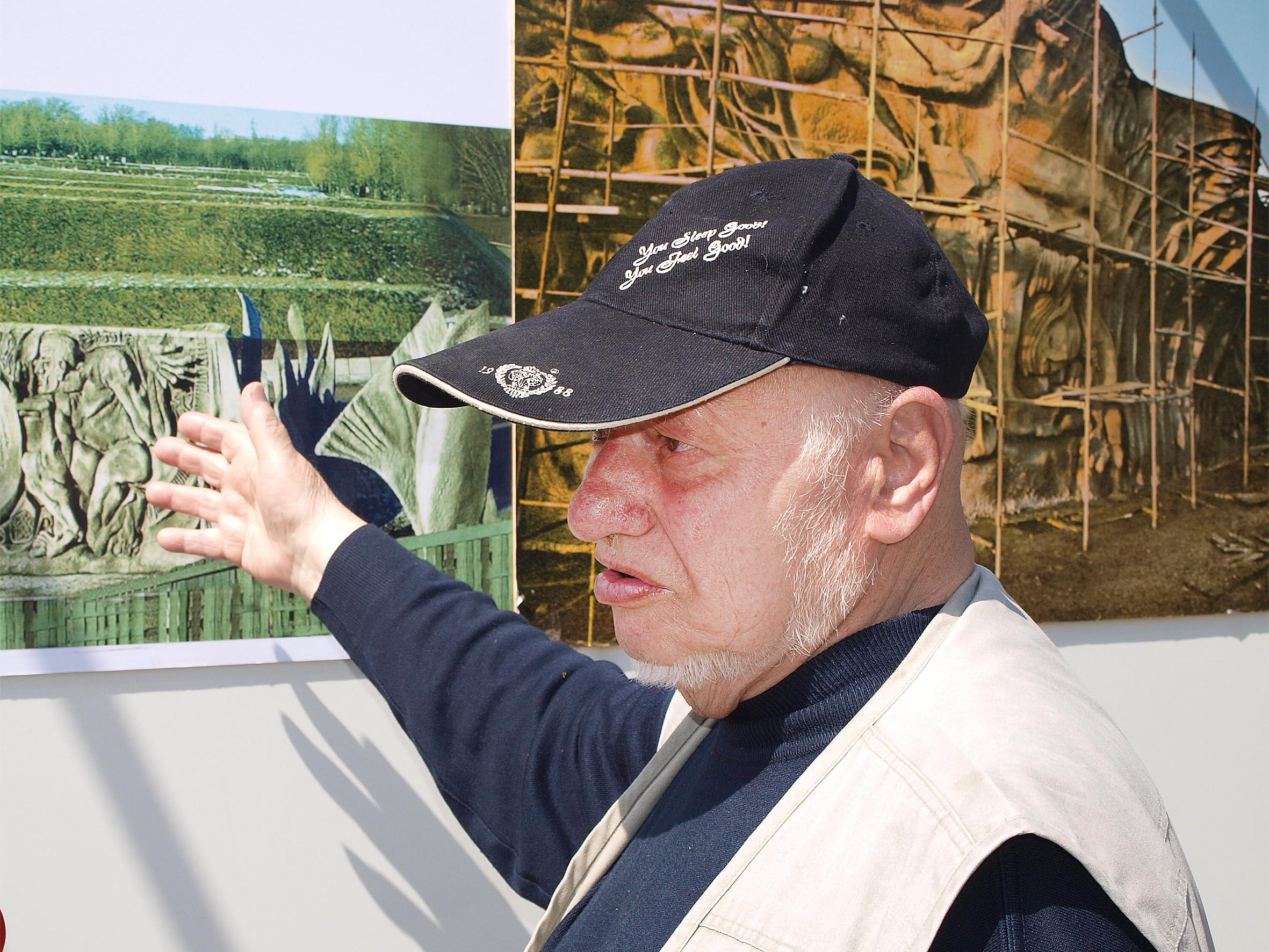
Володимир Мельниченко на відновленні фрагмента Стіни Пам'яті (2018)

У 1968 році було затверджено проєкт Меморіально-обрядового поховального комплексу «Парк Пам'яті». Замовник — управління комунального господарства — мав бажання отримати технологічне приміщення — крематорій.
Ада Рибачук і Володимир Мельніченко запропонували концепцію комплексу як об'єкта культури: прагнули поєднати високу духовність народного обряду, сучасні архітектурні й скульптурні мислення і пластику, збереження пам'яті людини — всупереч технології поховальної функції.
У розробці комплексу архітектор А. Мілецький виконував штатні функції групового архітектора, керівника проєкту в майстерні № 6 (керівник майстерні В. Сазанський). У творчій частині — розробленні та проєктуванні архітектурних, ритуальних та художньо-оздоблювальних елементів — головна роль завжди була за А. Рибачук та В. Мельніченком — зі стадії архітектурної ідеї до повного виконання робіт.
До споруд комплексу увійшли: ритуальні зали прощання, земляні тераси колумбарію, адміністративний корпус із залом прощання (художні, оздоблювальні роботи, горельєфи, мозаїка — Ади Рибачук і Володимира Мельніченка), технологічний корпус із печами (за вимогою Ади Рибачук і Володимира Мельніченка печі було виготовлено у Великій Британії за бездимною технологією та сховано за вигинами ландшафту території), Стіна Пам'яті з рельєфами — як продовження зали «Відкритого ритуалу» — третього залу прощання) та Меморіальне озеро.
Довжина рельєфів Стіни Пам'яті сягала 213 метрів, висота — від 4,5 до 16 метрів. Загальна площа рельєфів — близько 2200 квадратних метрів. Рельєф складався з десятків скульптурних багатофігурних елементів, кожен з яких мав глибинний філософський та художній сенс. Образність усього комплексу повинна була допомогти кожному, хто втратив близьку чи рідну людину, осягнути художніми засобами цієї «симфонії в бетоні» невблаганність Смерті, силу Пам'яті і невмирущість Життя. На початку Стіни — образи Жінки-берегині, Жінки-дощу, що уособлюють послання зверху, з «небесного». Особисте горе кожної людини можна зменшити через осягання величі Людини і непереможної сили Життя — звідси образи Ікара та Прометея, Весни, Веселки, Квітучого саду, Подвигу, Творчості, а останнім у низці образів — людина з розпростертими руками, символ, що нагадує хрест або крила і символізує кінцеву перемогу Життя.
По завершенні робіт чинна на той час влада постановила знищити горельєфи, бо «вони не відповідають принципам соціалістичного реалізму». У травні 1982 року дві тисячі квадратних метрів Стіни закрили шаром бетону за проєктом А. Мілецького «Конструкция облицовки стенки».
18 травня 2018 року відбулась знакова подія: було відкрито 6 м² фрагменту Стіни Пам'яті. Композицію “Берегиня” вдалося відновити у 2021 році.

## Опубліковані книги Рибачук і Мельніченка
1. Ада Рибачук. Остров Колгуев. — Москва: Молодая гвардия, 1967.
2. Ада Рибачук. Запахи земли. — Москва: Детская литература, 1967.
3. Ада Рибачук і Володимир Мельніченко. Мы — о своем Острове — Рисуют дети… — Москва: Советский художник,1970.
4. Ада Рибачук і Володимир Мельніченко. Коли руйнується світ — Бабин Яр. — К.: Юринформ[1] , 1991.
5. Ада Рибачук і Володимир Мельніченко. Крик птаха. Том I. — К., 2000.
6. Ада Рибачук і Володимир Мельніченко. Крик птаха. Том II. Каталог. — К., 2000.
7. Ада Рибачук і Володимир Мельніченко. Ада неистовая и загадочная. Крик птаха. Том III. — К.: АДЕФ-Україна, 2011.
8. Ада Рибачук і Володимир Мельніченко. Мы — о своём острове. Крик птаха. Том IV. — К.: АДЕФ-Україна, 2012.
9. Ада Рибачук і Володимир Мельніченко. Запахи земли. Крик птаха. Том V. — К.: АДЕФ-Україна, 2013.
10. Ада Рибачук і Володимир Мельніченко. Бабине літо. Крик птаха. Том VI. — К.: АДЕФ-Україна, 2014.
11. Мельніченко В. В. Крик птаха. Том VII. Парк Пам'яті. Зали прощання, рельєфи Стіни Пам'яті. — К.: АДЕФ-Україна, 2020.
12. Ада Рибачук і Володимир Мельніченко. Щоденник. Камчатка (підготовлено до друку).

### Вибрані статті, оповідання, нариси, опубліковані в часописах.
Авторка текстів А. Рибачук, ілюстрації В. Мельніченка.
1. На острові Колгуєв // Знання та праця. — К. — 1957. — № 5.
2. За полярним колом // Знання та праця. — К. — 1960. — № 2.
3. Народные традиции и их развитие //  нем[2] ., Советская литература. — Москва. — 1961. — № 1.
4. Новогодний рассказ // Дружба народов. — Москва. — 1964. — № 12.
5. Рисуют дети // Известия. — Москва. — 30.05.1964.
6. На острове Колгуев // Новый мир. — Москва. — 1965. — № 7.
7. Жертвам фашизма // Декоративное искусство СССР. — Москва. — 1966. — № 12.
8. Развивая народные традиции // Творчество. — Москва. — 1967. — № 2.
9. НА Ое-Яха // Дружба народов. — Москва. — 1967. — № 3.
10. Мы — о своем острове // Эстетическое воспитание в школе. — Варшава. — 1967. — № 9.
11. Чи потрібен художник в архітектурі // Наука і суспільство. — К. — 1968. — № 9.
12. Жертвам фашизма // Вспольчесность. — Варшава. — 1968. — № 3.
13. Про те, як Еки забув яке сонце // Малятко. — К. — 1968. — № 10.
14. Бабине літо //  Дружба народов. — Москва. — 1969. — № 7.
15. Архитектура-ритуал // Декоративное искусство СССР. — Москва. — 1974. — № 8.
16. Слава вам, мастера из Ривни // Декоративное искусство СССР. — Москва. — 1975. — № 5.
17. У всех птиц есть свои любимые места (фрагменты из книги) // Наръяна Вындер. — Нарьян-Мар — 1979. — № 4.

### Фільми
- 1957 — «Художники п'яти континентів». Кольоровий. Моснаукфільм.
- 1967 — «Палац піонерів». Реж. — Фернандес, текст — А. Рибачук, оператор — Е. Тімлін. 10 хв. Кольоровий. Студія хронік. док. фільмів.
- 1984 — «Ваш Леонід Первомайський». Сценарій — Л. Череватенко, реж. — А. Сирих, оператор — В. Пика. 20 хв. Студія хронік. док. фільмів.
- 1989 — «Стіна». Сценарій — В. Война, реж. — І. Гольдштейн, оператори — І. Гольдштейн, О. Радинський.Чорно-білий, 20 хв. Студія хронік. док. фільмів.
- 1989 — «На цвинтарі розстріляних ілюзій». Реж. — О. Михайлова, сценарій — В. Мельніченко, оператор — А. Онопрієнко, звукооператор — Л. Мороз, редактор — О. Москаленко, директор — Лариса Басова, коментар у фільмі мистецтвознавців Олени Ріпко та Дмитра Горбачова. Використано матеріали Українського державного музею образотворчого мистецтва, архіву КДБ Української РСР, Львівської картинної галереї, приватних архівів Я. Музики, мистецтвознавця Бориса Лобановського та одеського колекціонера Т. Максимюка. Укркінохроніка.
- 1990 — «Стінограма». Сценарій — В. Кузнєцов, реж. — А. Борсюк, оператор — О. Фролов. 56 хвилин. Укртелефільм.
- 1990 — «З Малоросії — в Україну». Сценарій — Л. Плющ, реж. — Й. Пастернак. 59 хв. Франція ТВ.
- 1990 — «Крик птаха». Сценарій — А. Рибачук та В. Мельніченко, реж. — І. Гольдштейн, оператори — І. Гольдштейн, Н. Терещенко. 40 хв. Кольоровий. Студія хронік. док. фільмів.
- 1992 — «Лінія краси». Автор сценарію і режисер — О. Давиденко, оператор — Я. Скворчевський. Студ. наук.-поп. фільмів.
- 2019 — «Шелест кроків». Режисерка — Ксенія Кравцова, оператор — Владислав Нечипоренко, сценарист — Інокентій Вировий. Студія Friedrichstrasse Production у співпраці з Real Stories Production.

## Фонд збереження культурної спадщини
У лютому 2020 року було відкрито Фонд збереження культурної спадщини Ади Рибачук та Володимира Мельніченка.